# Krokvattnet (Anundsjö socken, Ångermanland, 707641-157425)
Krokvattnet är en sjö i Örnsköldsviks kommun i Ångermanland och ingår i Ångermanälvens huvudavrinningsområde. Sjön har en area på 0,143 kvadratkilometer och ligger 347,9 meter över havet. Sjön avvattnas av vattendraget Gulbäcken.

## Delavrinningsområde
Krokvattnet ingår i det delavrinningsområde (707772-157525) som SMHI kallar för Utloppet av Krokvattnet. Medelhöjden är 418 meter över havet och ytan är 5,34 kvadratkilometer. Räknas de 3 avrinningsområdena uppströms in blir den ackumulerade arean 25,87 kvadratkilometer. Gulbäcken som avvattnar avrinningsområdet har biflödesordning 2, vilket innebär att vattnet flödar genom totalt 2 vattendrag innan det når havet efter 156 kilometer. Avrinningsområdet består mestadels av skog (67 procent) och sankmarker (26 procent). Avrinningsområdet har 0,15 kvadratkilometer vattenytor vilket ger det en sjöprocent på 2,7 procent.